# Veča
 Veča  (rusko: вече, veče, poljsko: wiec, ukrajinsko: віче, viče, belorusko:  веча, veča, starocerkvenoslovansko: věšte) je bila slovanska srednjeveška skupščina. Najbolj poznana je novgorodska veča. Podobna skupščina se je pri Švicarjih imenovala Landsgemeinde. 

## Namen veče
Veča se je sestala v zgodnjefevdalni družbi z namenom debatiranja skupnih del in aktualnih političnih vprašanj. Na veči so kandidati in predstavniki ljudi imeli neposredni kontakt z ljudmi in je primer ljudovlade, neposredne demokracije. Pomembno funkcijo na veči je imela starešina, tj. najstarejši človek plemena/rodu, katerih glas je bil odločilen v debatah o vojni, miru in izboru vlade. Od 14. stoletja je bila na poljskem veča spremenjena v sejm (parlament). Udeleženci veče so lahko bili vsi svobodni moški, vodje plemen, rodovin in kneževine.

## Etimologija
Beseda »veča« izvira iz praslovanskega glagola *wietati v pomenu govoriti.
Razvitje fevdalnega sistema je končalo dobo prvobitne vojne demokracije in se je začela sodobna in organizirana oblika vladavine. Veča ni bila samo legitimno zbiranje za odločanje, ampak tudi ostali shodi in zbirališča. 

## Sodobna veča
Danes se veča imenuje med drugim vsakoletno srečavanje slovanskih  rodnoverskih organizacij.